# Djwhal Khul
Djwhal Khul, theo Thông Thiên Học (Thuyết Thần trí) và nhiều người, được xem là một vị Chân sư Minh triết (Master of Wisdom), gọi ngắn gọn là Chân sư (Master), người Tây Tạng.
Tên ông được viết dưới nhiều cách khác nhau như Djwal Khul, Djwal Kul, Djual Kul, Gjual-Khool, D.K... Tuy nhiên, trong các cuốn sách của Alice A. Bailey thì bà dùng cách viết 'Djwhal Khul' và danh hiệu khác là 'The Tibetan' (nghĩa là 'người Tây Tạng').

## Theo Thông Thiên học
Tên của Djwhal Khul xuất hiện sớm trong bộ ‘Những lá thư Chân Sư gửi A. P. Sinnett’ (‘The Mahatma Letters to A. P. Sinnett’), tại lá thư số 11 ngày 30/6/1882, với cách viết là ‘Djual Kul’, và cũng được nhắc đến trong một vài lá thư sau này. Đôi khi ông là trung gian gửi nhận thư giữ Chân sư Kuthumi và A. P. Sinnett.
Ông là một trong những đệ tử của Chân sư Kuthumi, và được cho là một trong những đồng tác giả với H. P. Blavatsky trong việc viết quyển ‘The secret doctrine’ (tạm dịch: 'Giáo lý bí truyền'), một trong những tác phẩm nền tảng của Hội Thông Thiên Học.
Trong tác phẩm ‘Chân sư và Thánh đạo’ (Nguyên văn: 'The Masters and the Path'), C. W. Leadbeater kể rằng ông gặp Chân sư Djwhal Kul, lần đầu khi đang ở một khách sạn ở Cairo trong chuyến đi cùng bà Blavatsky đến Ấn Độ (cuối năm 1884), lúc này Djwhal Kul vẫn là một A La Hán, và chỉ trở thành một Chân sư sau này. Theo lời kể của Leadbeater thì Djwhal Kul đã đột ngột xuất hiện trong phòng mà không cần mở cửa.
Theo Leadbeater, Djwhal Khul là một đệ tử lớn của Chân sư Kuthumi, và sống gần nhà Chân sư Kuthumi và Chân sư Morya tại một hẻm núi Tây Tạng. Vì là một A La Hán mới trở thành Chân sư (Asekha), nên Chân sư Djwhal Khul vẫn giữ thân xác vật chất của kiếp sống cuối cùng. Ông được mô tả là có gương mặt đặc trưng của người Tây Tạng, xương gò má cao, hơi già nua vì tuổi tác.

## Theo Alice A. Bailey
Alice Bailey là một nhà Thông Thiên Học người Anh. Trong quyển tự truyện của mình, bà kể rằng Chân sư Djwhal Khul (the Tibetan) đã liên lạc với bà bằng thần giao cách cảm lần đầu tiên vào tháng 11/1919, và gợi ý bà hợp tác viết một số sách. Sau một vài tuần thuyết phục, bà đồng ý, và bắt đầu thử viết quyển sách đầu tiên là ‘Initiation, Human and Solar’ (tạm dịch: “Điểm đạo, Con người và Thái dương hệ”). Bà viết theo những gì nghe được và những ý tưởng được tuần tự truyền vào não bộ. Sau khi xin ý kiến Chân sư của bà (Chân sư Kuthumi), thì bà quyết định hợp tác với Chân sư Djwhal Khul như một thư ký để viết các quyển sách. Và việc viết sách đã được thực hiện suốt 30 năm, từ năm 1919 đến khi bà chết vào năm 1949.
Trong những năm đầu viết sách, bà Bailey chỉ cho biết ‘The Tibetan’ là một điểm đạo đồ (Initiate) ở một cấp bậc nhất định, chứ không nói rõ rằng đó là một Chân sư, và là Chân sư Djwhal Khul. Thông qua bà Bailey, Chân sư Djwhal Khul viết như sau: “Các bạn biết tôi là một người thầy, một đệ tử người Tây Tạng, và là một điểm đạo đồ ở một cấp bậc nhất định – cấp bậc nào thì hoàn toàn không quan trọng với các bạn. Những lời giảng của tôi mới là điều quan trọng.”
Tuy nhiên, trong quá trình tổng hợp cuốn ‘Discipleship in the New Age’ quyển I, do một sơ suất, bà Bailey đã vô tình để lộ ra rằng ‘The Tibetan’ chính là Chân sư Djwhal Khul.
Vì vậy, đến các quyển ‘Esoteric Healing’ và ‘Rays and the Initiations’, khi ký tên cuối sách ông đã khẳng định mình là Chân sư Djwhal Khul.

## Các tác phẩm viết dưới tên Alice A. Bailey
Initiation, Human and Solar. 1922. ISBN 978-0-85330-110-3.
Letters on Occult Meditation. 1922. ISBN 978-0-85330-111-0.
A Treatise on Cosmic Fire. 1925. ISBN 978-0-85330-117-2.
A Treatise on White Magic, or, The Way of the Disciple (5 ed.). 1987 [1934]. ISBN 978-0-85330-123-3.
Discipleship in the New Age I. 1944. ISBN 978-0-85330-103-5.
Discipleship in the New Age II. 1955. ISBN 978-0-85330-104-2.
The Problems of Humanity. 1944. ISBN 978-0-85330-113-4.
The Reappearance of the Christ. 1947. ISBN 978-0-85330-114-1.
The Destiny of the Nations. 1949. ISBN 978-0-85330-102-8.
Glamour: A World Problem. 1950. ISBN 978-0-85330-109-7.
Telepathy and the Etheric Vehicle. 1950. ISBN 978-0-85330-116-5.
Education in the New Age. 1954. ISBN 978-0-85330-105-9.
The Externalisation of the Hierarchy. 1957. ISBN 978-0-85330-106-6.
A Treatise on the Seven Rays:
- Volume 1: Esoteric Psychology I. 1936. ISBN 978-0-85330-118-9.
- Volume 2: Esoteric Psychology II. 1942. ISBN 978-0-85330-119-6.
- Volume 3: Esoteric Astrology. 1951. ISBN 978-0-85330-120-2.
- Volume 4: Esoteric Healing. 1953. ISBN 978-0-85330-121-9.
- Volume 5: The Rays and the Initiations. 1960. ISBN 978-0-85330-122-6.

The Light of the Soul: Its Science and Effect : a paraphrase of the Yoga Sutras of Patanjali. [1927]. ISBN 978-0-85330-112-7. (Riêng quyển này thì Chân sư Djwhal Khul cung cấp lời diễn giải tiếng Anh từ bộ Kinh của Pantanjali, Alice A. Bailey tự bình luận thêm)
Các tác phẩm khác như The Consciousness of the Atom, The Soul and Its Mechanism, From Intellect to Intuition, From Bethlehem to Calvary, Between War and Peace, The Unfinished Autobiography, The Labours of Hercules, Ponder on this cũng là do bà Bailey tự viết hoặc nhà xuất bản Lucis Trust tổng hợp, không do Chân sư Djwhal Khul viết.

## Một số kiếp sống trước đó
Theo Thông Thiên Học, thì một Chân sư cũng đã từng là người bình thường, qua nhiều kiếp sống tu tập tiến bộ dần, hoàn thiện về mọi mặt thì mới trở thành một Chân sư (tương đương với quả vị Asekha trong Phật giáo, trên A La Hán một bậc). Thông Thiên Học đã kể ra một số kiếp sống trước của Chân sư Djwhal Khul như sau:
- Dharmajyoti (một đệ tử của Đức Phật, thế kỷ thứ V trước Công Nguyên)
- Kleinias (Cleinias of Tarentum, thế kỷ thứ IV trước Công nguyên ở Hy Lạp/ Ý): một trong những đệ tử lớn của Pythagoras
- Asanga (Aryasanga – đại sư Vô Trước): một luận sư nổi tiếng ở Ấn Độ/ Pakistan sống sau thời Đức Phật khoảng 1000 năm.
- Djwhal Khul: thế kỷ XIX-XX, trở thành một Chân sư.

## Một số lời tiên tri
- Trong quyển ‘A treatise on Cosmic Fire’ (1925): "Chân sư Jesus sẽ khoác một thân xác vật chất, và cùng với một số đệ tử nhất định tác động đến sự tái tinh thần hóa các nhà thờ Công giáo, phá vỡ rào cản đang ngăn cách các nhà thờ Tân Giáo (Episcopal) và nhà thờ Hy Lạp khỏi giáo hội La Mã. Nếu kế hoạch diễn ra như kỳ vọng, điều này sẽ xảy ra vào năm 1980." (Nguyên văn: “The Master Jesus will take a physical vehicle, and with certain of His chelas effect a re-spiritualisation of the Catholic churches, breaking down the barrier separating the Episcopal and Greek churches from the Roman.  This may be looked for, should plans progress as hoped, about the year 1980.”)[14]
  - Vào tháng 7/1980, giáo hoàng John Paul II đã quyết định cho kết nối toàn diện (full communion) giữa Giáo hội Công giáo La Mã với Tân Giáo.[15]
- Trong quyển ‘Esoteric healing’ (1953): "Về câu hỏi của anh về sự chụp hình linh hồn của những người chết, tôi sẽ nói rằng sự hiểu biết về việc này sẽ đến từ sự nghiên cứu việc chụp hình của những hình tư tưởng. Nhà khoa học lớn của nước Pháp, d'Arsonval ở Paris, đã khởi đầu công việc này. Alice Bailey có thể cho anh biết vài điều về chuyện này, nếu anh chưa biết. Kiến thức về môn này sẽ đến từ sự làm cho hoàn hảo những dĩa tiếp nhận ánh sáng và sự gia tăng thật nhiều về độ nhạy đối với ánh sáng, và qua sự liên kết giữa điện và ánh sáng. Có thể anh sẽ cho rằng không thể nào làm cho những dĩa nhận ánh sáng nhạy hơn nữa, nhưng sự thực không phải như vậy. Giải pháp sẽ đến từ chiều hướng kết hợp sự chụp hình của tư tưởng và dụng cụ về điện." (Nguyên văn: “In connection with your query anent the photography which concerns itself with departed souls, I would advise you that understanding of process will come from a study of the photographing of thoughtforms.  A beginning was made in this connection by the great French scientist, d'Arsonval, of Paris.  A.A.B. can tell you something of this if you do not already know.  Light on the subject will come through this, through the perfecting of the plates of reception and their greatly increased sensitivity, and through the relating of electricity to photography.  You may deem it well-nigh impossible to make plates of much greater sensitivity than those in use in the best equipped laboratories.  But this is not so.  Along this line of thought-photography and electrical equipment, will come the solution.”)[16]
  - Hiện nay người ta vẫn chưa chụp được hình của linh hồn. Tuy nhiên, với sự phát triển của máy ảnh kỹ thuật số, vào năm 2009 các nhà khoa học người Nhật đã phát hiện rằng cơ thể của hầu hết các sinh vật sống đều phát ra ánh sáng rất yếu. Bằng các máy ảnh đặc biệt nhạy sáng (có khả năng phát hiện từng quang tử photon đơn lẻ), các nhà khoa học này đã chụp được hình ảnh ánh sáng cơ thể nằm trong dải tần thấy được (nên không phải ánh sáng hồng ngoại) nhưng có cường độ thấp hơn mức mà mắt thường có thể cảm nhận.[17]
- Trong quyển ‘A treatise on Cosmic Fire’ (1925): “Cuối cùng, là khi Thánh Đoàn bắt đầu một hoạt động liên quan đến giống dân chính thứ tư; đó cũng sẽ là một phần của quá trình kích thích, và sẽ dẫn đến sự phát xạ của một số nhà tư tưởng tiến bộ của giống dân đó. Đó sẽ là thời vận của họ, với tầm quan trọng rất lớn khiến cho một Thành viên của Thánh Đoàn, người từng được gọi là Khổng Tử trong quá khứ, sẽ tái sinh để trông nom công việc”. (Nguyên văn: “Finally, when a movement is instituted by the Lodge, working in connection with the fourth root race; it will also be part of the stimulative process, and will result in the rendering radioactive of some of the foremost thinkers of that race.  It will be their day of opportunity, and so great is the importance attached to this that a Member of the Lodge, Confucius as he has been called in the past, will incarnate in order to superintend the work.”)[18]